# Rue Suger
La rue Suger est une voie située dans le quartier de la Monnaie dans le 6e arrondissement de Paris.

## Situation et accès
Longue de 153 mètres, elle commence 15, place Saint-André-des-Arts et finit 3, rue de l’Éperon.
La rue Suger est desservie par les lignes 4 et 10 à la station Odéon.

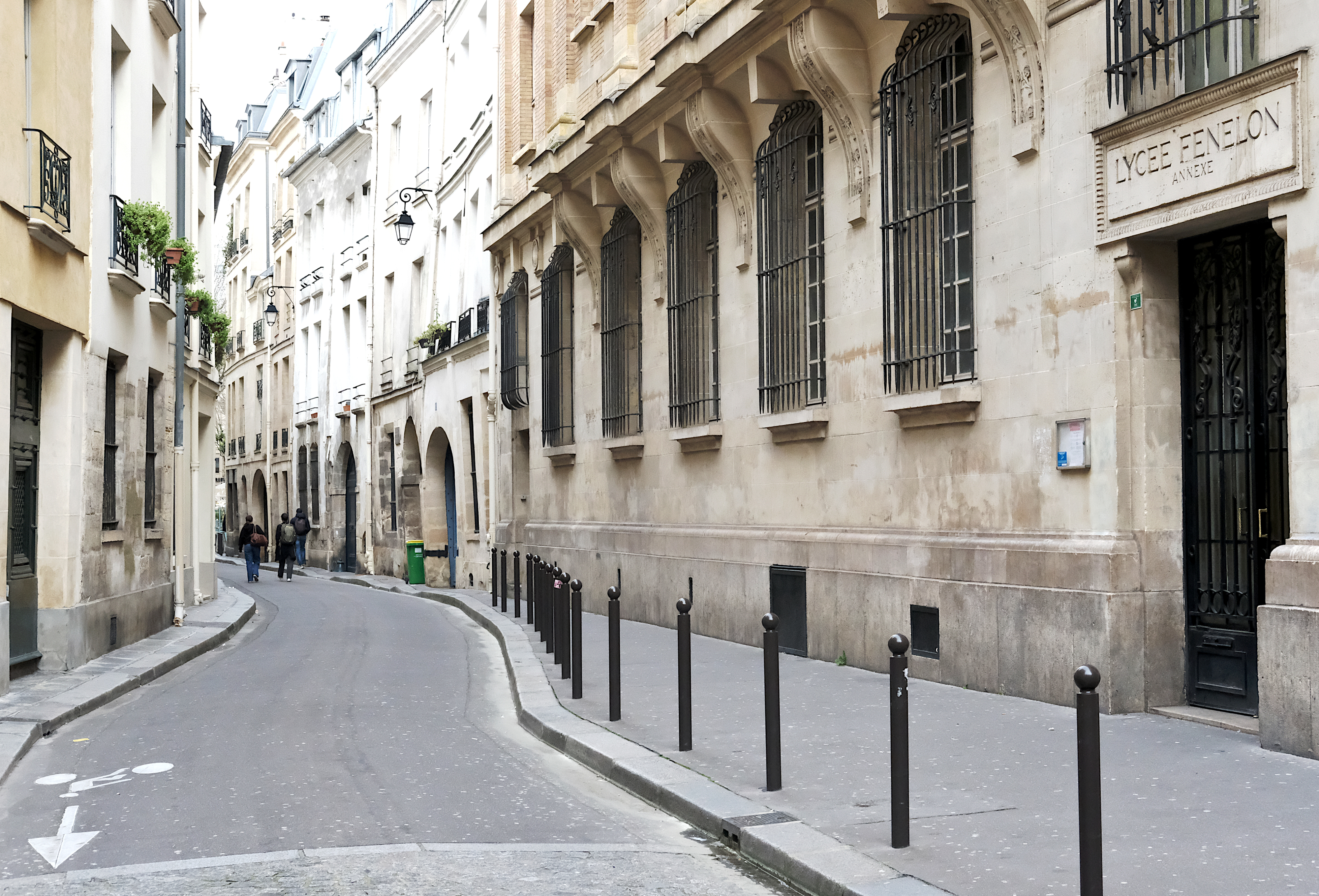
La rue Suger vue en direction de la place Saint-Michel.
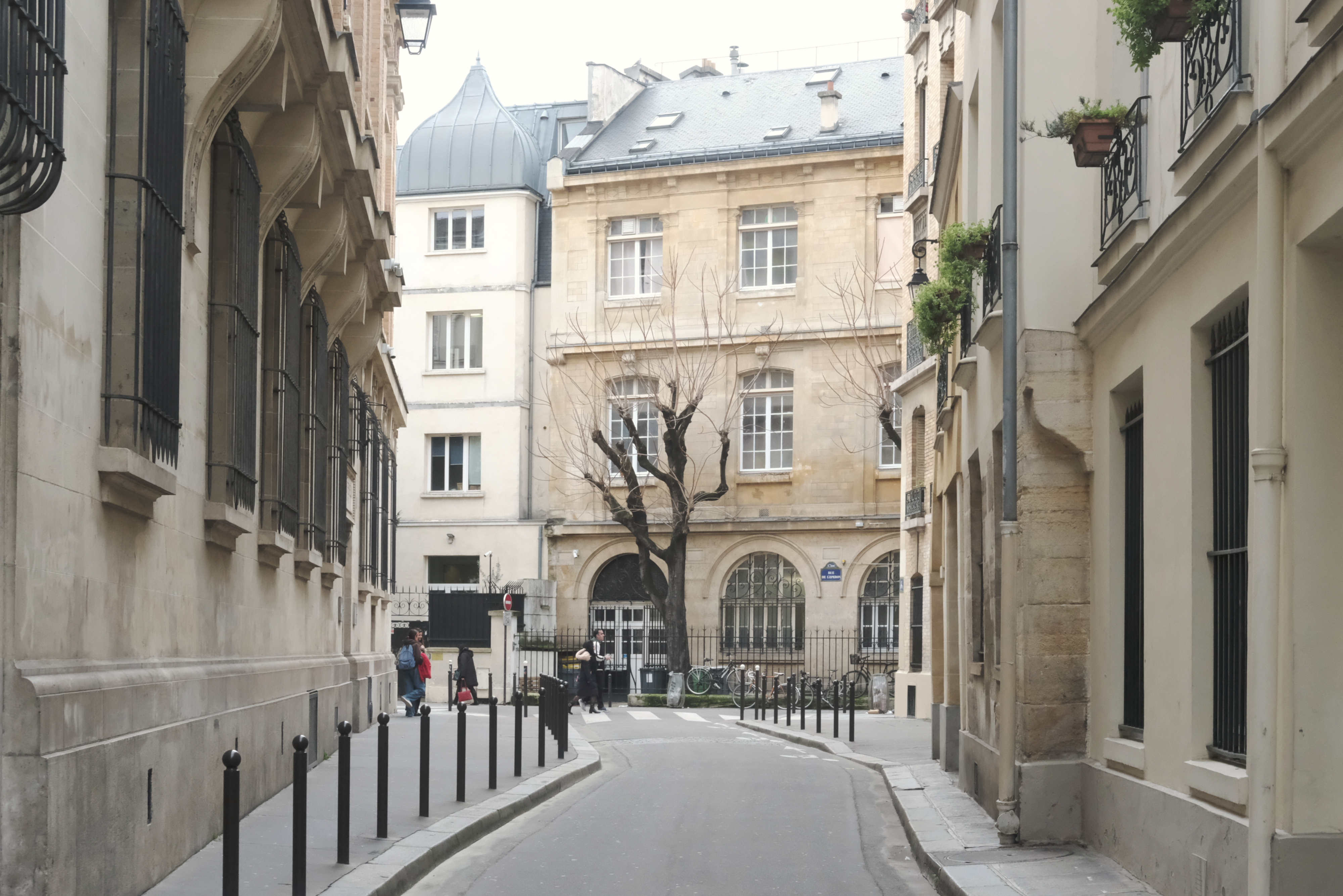
La rue Suger vue en direction de la rue de l’Éperon.

## Origine du nom

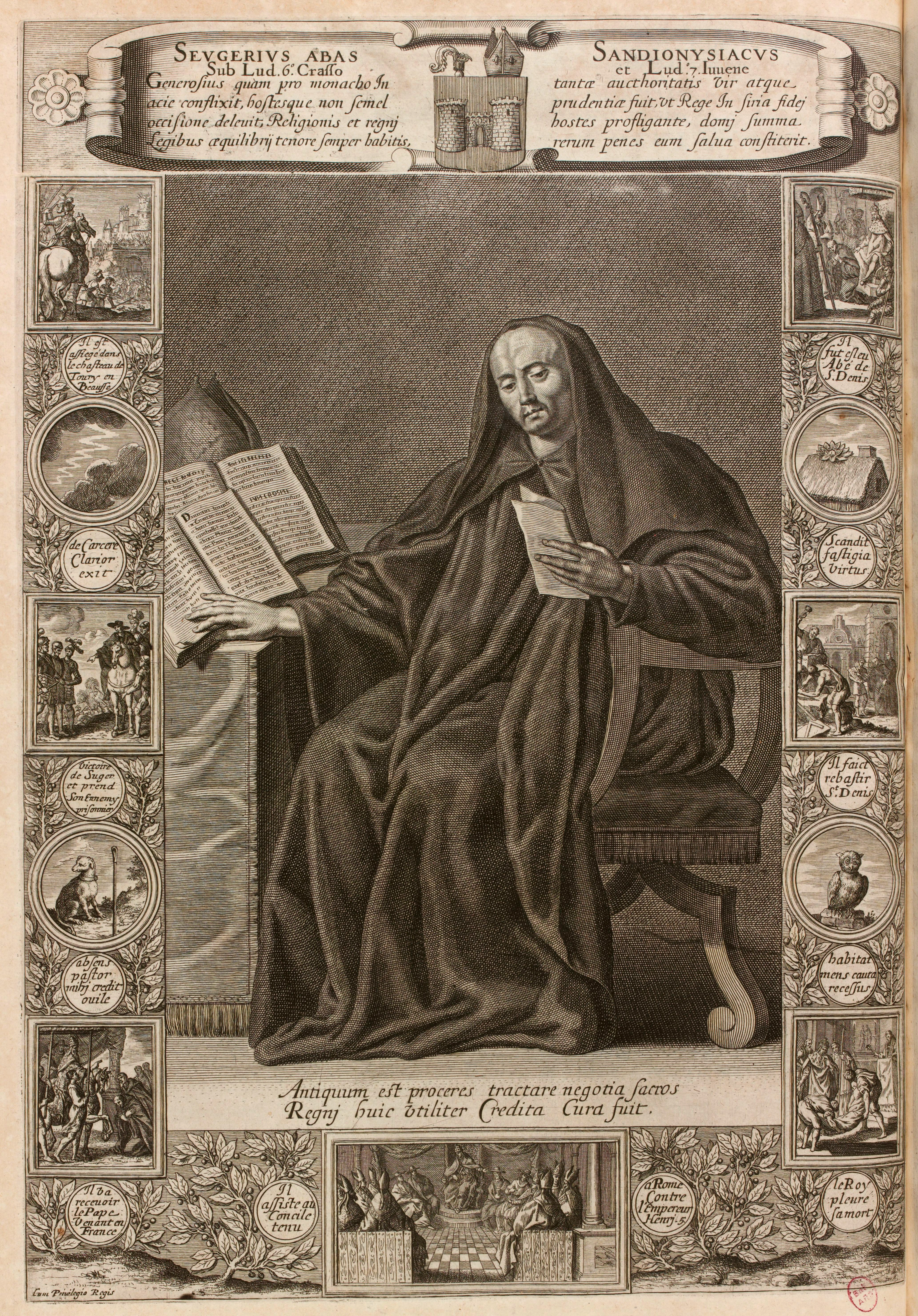
L’abbé Suger, portrait gravé en 1690.

Cette rue porte le nom de l'abbé Suger (1081-1151) de l'abbaye de Saint-Denis, ancien ministre de Louis VI et de Louis VII.

## Historique
Cette très ancienne voie de Paris, qui remonte au moins au XIIe siècle, aurait été ouverte en 1179 sur un vignoble qui s'étendait alors dans le bourg de Saint-Germain.
En 1255, elle se nomme alors « rue des Sachettes »,, puis « rue des Deux Portes », avant de prendre le nom de « rue du Cimetière Saint-André-des-Arts » en 1306.
En 1358 y est fondé le collège de Boissy. 
L'autre partie est citée sous le nom de « rue du Cimetière Saint André » dans un manuscrit de 1636.
Par ordonnance royale en date du 5 août 1844, elle est renommée « rue Suger ».

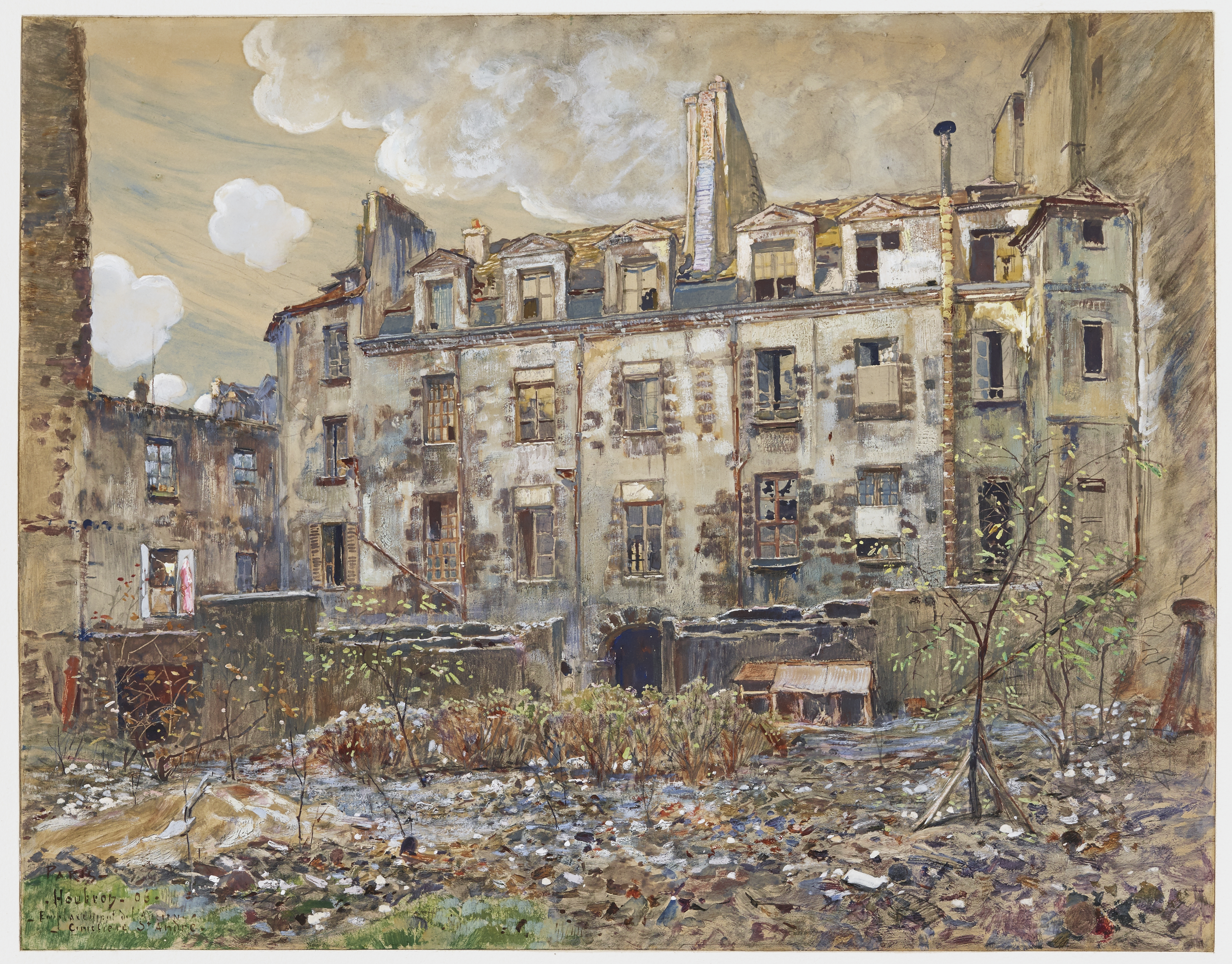
L'ancien cimetière Saint-André au n°13 rue Suger, en 1851, par Frédéric Houbron.
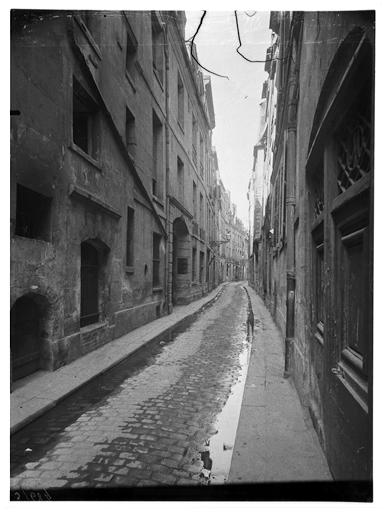
La rue Suger en 1900, par Eugène Atget.

## Bâtiments remarquables et lieux de mémoire
- No 9 : maison natale et d'enfance de l'écrivain Joris-Karl Huysmans (1848-1907), comme le signale une plaque en façade.
- No 13 : annexe du lycée Fénelon.
- No 13 : Pierre Lorilleux, père de Charles Lorilleux (1827-1893), y installa son imprimerie.

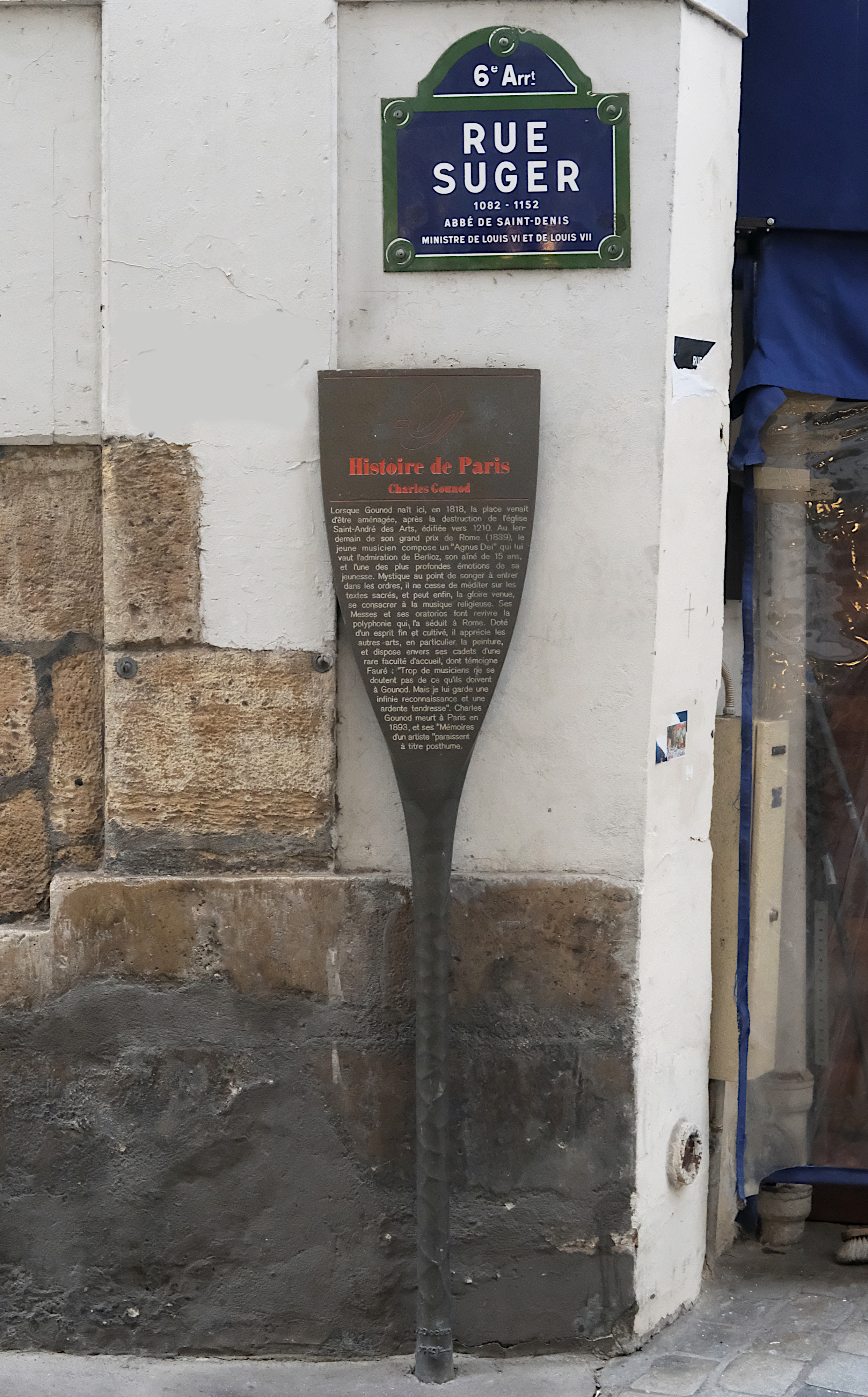
Panneau Histoire de Paris Charles Gounod, au no 2.
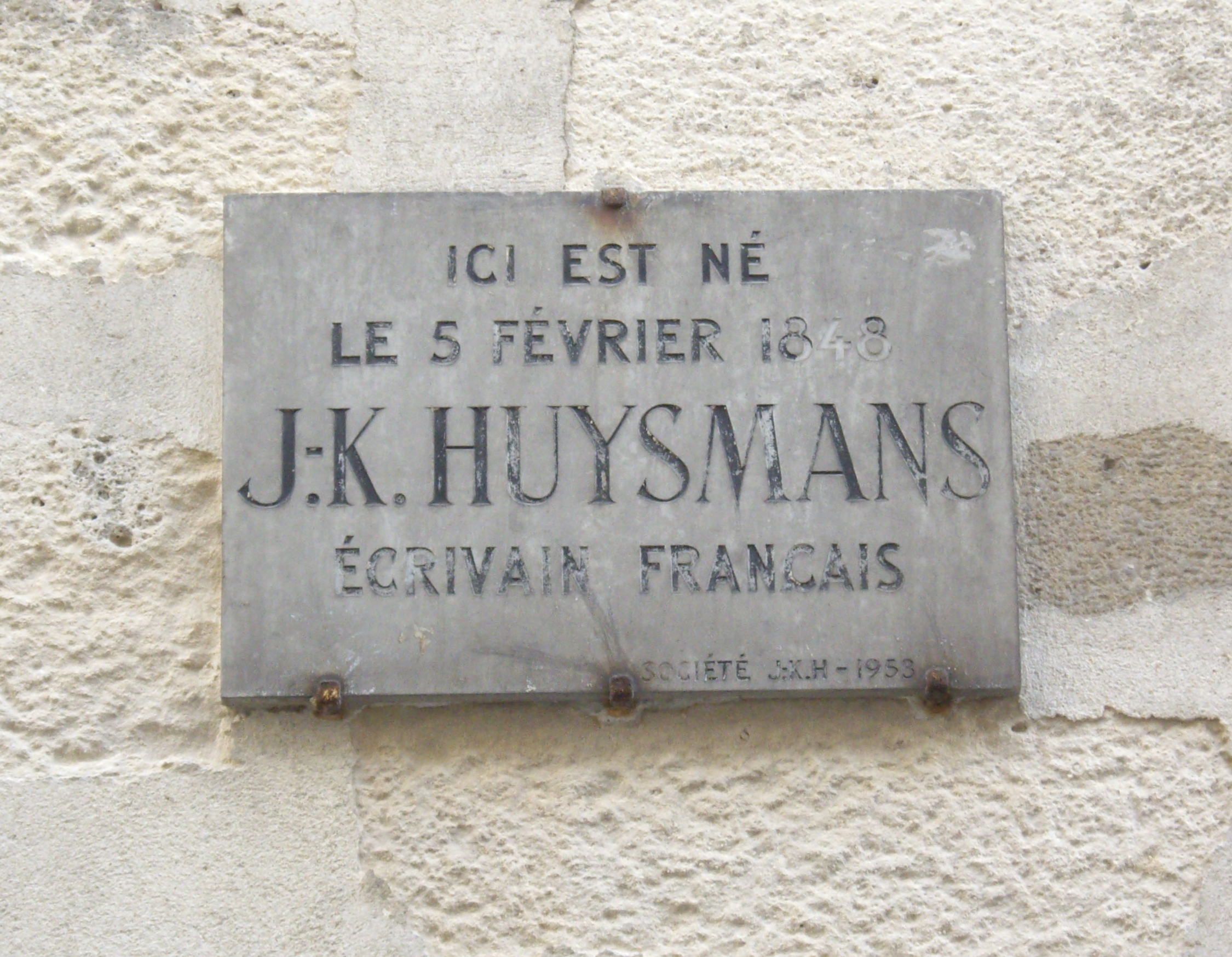
Plaque au no 9.
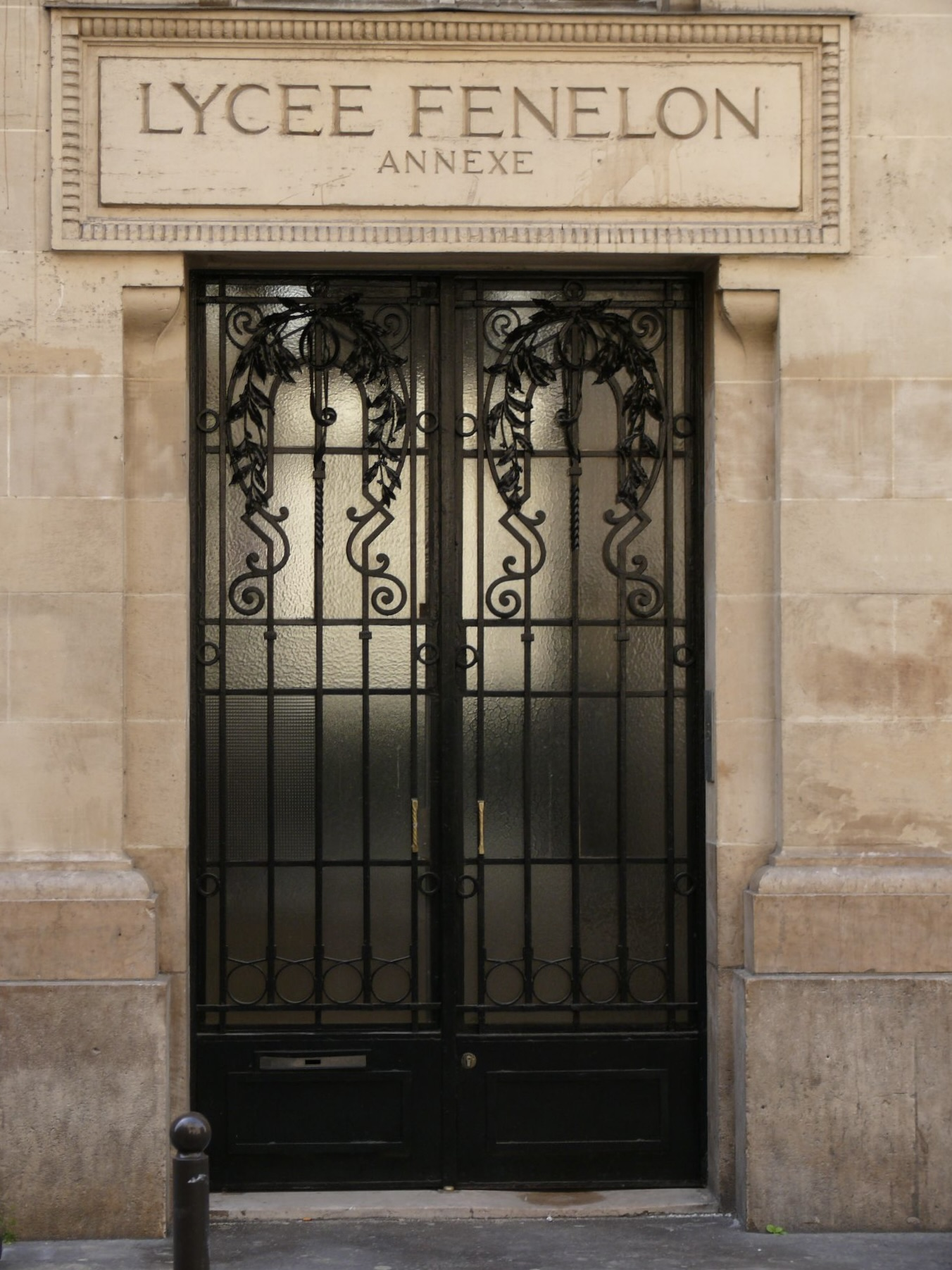
Annexe du lycée Fénelon au no 13.